# Wi-Fi (노래)
《2017 월간 윤종신 2월호》는 대한민국의 가수 윤종신, 지코의 디지털 싱글이다. 2017년 2월 24일에 발매되었다. 대한민국의 기획사 미스틱엔터테인먼트의 음악 플랫폼 월간 윤종신을 통해 발매되었다.

## 트랙 리스트
| #  | 제목      | 작사         | 작곡   | 편곡   | 재생 시간 |
| -- | --------- | ------------ | ------ | ------ | --------- |
| 1. | 〈Wi-Fi〉 | 윤종신, 지코 | 정석원 | 정석원 | 4:34      |

## 평가
| 전문가 평가 | 전문가 평가 |
| 평가 점수   | 평가 점수   |
| 출처        | 점수        |
| ----------- | ----------- |
| 이즘        | 3.5/별      |

이즘의 현민형은 "불혹을 넘긴 나이임에도 불구하고 최신 문물을 캐치하여 음악의 소재로 접합시키는 그의 순발력이 감탄스럽다. 탁월한 편곡 기획력이 강력한 한 방을 선사한다."며 별점 5점 만점 중 3.5점을 부여했다.

## Clean ver.
《2017 월간 윤종신 2월호 (Clean Ver.)》는 대한민국의 가수 윤종신의 디지털 싱글이다. 2017년 3월 16일에 발매되었다. 대한민국의 기획사 미스틱엔터테인먼트의 음악 플랫폼 월간 윤종신을 통해 발매되었다.

### 트랙 리스트
| #  | 제목                   | 작사   | 작곡   | 편곡   | 재생 시간 |
| -- | ---------------------- | ------ | ------ | ------ | --------- |
| 1. | 〈Wi-Fi (Clean Ver.)〉 | 윤종신 | 정석원 | 정석원 | 4:10      |